# Sporoschismopsis simmonsii
Sporoschismopsis simmonsii är en svampart som först beskrevs av Morgan-Jones, och fick sitt nu gällande namn av Hol.-Jech. & Hennebert 1972. Sporoschismopsis simmonsii ingår i släktet Sporoschismopsis, klassen Sordariomycetes, divisionen sporsäcksvampar och riket svampar.   Inga underarter finns listade i Catalogue of Life.